# Pardes
Pardes é um acróstico que descreve quatro diferentes abordagens da exegese bíblica do Judaísmo rabínico, que ganhou reconhecimento no comentário do Pentateuco de Baḥya ben Asher de Zaragoza (1291), mas, não conhecida por esse termo ainda, que se tornou uma das obras exegéticas mais populares. Os quatro métodos enumerados na introdução desse comentário do quais devem ser aplicados as passagens bíblicas:
1. O caminho de Pexat (Peshat);
2. O caminho do Midrax (Midrash);
3. O caminho da Razão (ou seja, a exegese filosófica),
4. O caminho da Cabalá.

Paralelamente ao comentário de Baḥya sobre o Pentateuco; apareceu na Espanha o Livro que estava destinado a ser a pedra angular da Cabalá que tomou para si o título de relíquia do misticismo antigo, devido ao fato dele fazer referência à Escola de sábios (Tanna; Amora; Savora; Gaon, etc.) que produziu as antigas obras tradicionais, a saber: a Mixná o Talmud e o Midrax. Este Livro o Zoar, usa a forma midraxista percorrendo o Pentateuco, com interrupções, digressões e complementos adicionais originais. Assim como o comentário de Baḥya, mas, em uma base diferente o Zoar assume quatro tipos de exegese, ou melhor, significado quádruplo, que ganharam o nome de PaRDeS, que são as siglas destas abordagens:
1. Pshat (פשט) - Simplista, analise rudimentar de um versículo ou passagem.
2. Remez (רמז) - Sugestivo, sentido tipológico, que alude ou exige uma exposição ampliada do sentido literal.
3. Drash (דרש) - Demandado, método midráxico, por comparação, ocorrências.
4. Sod (סוֹד) - Oculto, sentido místico ou metafísico da passagem, geralmente um inspiração ou revelação alcançada por exegetas, rabinos, cabalistas e aspirante.

Ao formular essa doutrina de significado quádruplo, o modo cristão de exegese (que era bem conhecido dos judeus espanhóis) provavelmente serviu de modelo. Nisto, o sentido quádruplo (histórico ou literal, tropológico ou moral, alegórico e anagógico) já havia sido formulado há muito tempo (pelo Venerável Bede, no século VIII e por Rhabanus Maurus, no século IX). PaRDeS (פרדס) tornou-se a designação padrão para a interpretação quádrupla, o que fez o sentido místico da Cabalá ganhar um alto nível de consideração. O princípio do significado quádruplo e sua designação, Pardes, foram erroneamente atribuídos ao início da exegese bíblica judaica, no tempo dos Tanna, por causa da expressão Pardes (Pomar ou jardim do prazer), que é usada metaforicamente em um conto místico dos Tanna; mas na verdade a designação Pardes marca à prisão, por muito tempo, do desenvolvimento da exegese bíblica judaica.

## Associação com o paraíso
O sistema de Pardes é freqüentemente considerado como misticamente ligado à palavra pardes (פרדס), que significa pomar. Pardes é etimologicamente relacionado com a palavra paradise, e no Quranic Firdaus (فِردَوس) entre várias outras formas, em que todos compartilham uma origem comum em uma raiz iraniana antiga, atestada na Língua avéstica como pairidaēza. Ocorre apenas três vezes no Tanac, na primeira dessas passagens, significa jardim; no segundo e terceiro, significa parque. No Apocalipses e no Talmud, a palavra é usada para o Jardim do Éden e em seu protótipo celeste. Deste uso, vem a denotação do Paraíso pelo cristianismo como a morada dos abençoados.

## Pardes e exegese moderna
O sistema de exegese da Pardes flui da crença tradicional do texto como revelação divina; à autoria mosaica em relação à Torá, inspirações proféticas nos livros da coleção Tanac e crença na transmissão da Torá Oral. As denominações judaicas modernas diferem quanto à validade da aplicação de métodos exegéticos histórico-críticos modernos às Escrituras. O judaísmo Haredi considera os textos da Torá Oral como revelação e pode aplicar o método de Pardes para ler a literatura rabínica clássica. O Judaísmo Ortodoxo Moderno está aberto ao estudo crítico histórico da literatura rabínica e alguma aplicação ao cânon bíblico posterior. Além disso, alguns estudiosos ortodoxos modernos examinaram a crítica bíblica sobre a Torá, incorporando algumas de suas opiniões dentro da crença tradicional na revelação mosaica.
As denominações não-ortodoxas aplicam método crítico por toda parte, mas com diferentes conclusões teológicas. Desde Samuel David Luzzatto do século XIX, há uma abordagem para a compreensão da Torá que encontra declarações nos comentários judaicos clássicos sobre a Bíblia que permitiriam a aceitação da revelação e ainda usariam a Crítica Inferior. Comentários de Rashbam, Ibn Ezra, Ibn Caspi, Judá Ha-Hasid, Abravenel; foram usados nesta forma histórico-filológica de Peshat.
No século XX Abraham Joshua Heschel, o filósofo e teólogo do Judaísmo conservador, embora aceitasse a erudição moderna, viu a revelação existencialista e o encontro divino como a base da legítima interpretação da Bíblia. Sua obra-prima de 1962, Torah min HaShayim BeAspaklariya shel HaDorot (Torá do Céu à Luz das Gerações) é um estudo da teologia rabínica clássica e da agadá (pensamento espiritual), em oposição à alacá (lei judaica) ao revelar a Divindade da Estudo da Torá. Ele explora os pontos de vista dos rabinos no Talmud, Midrax e entre as tradições filosóficas e místicas, sobre a natureza da Torá, a revelação de Deus para a humanidade, profecia e as maneiras que os judeus usaram exegese escritural para expandir e compreender estes núcleo Textos judaicos em uma exegese espiritual fluida e viva.

## Comparações com outras tradições
Pardes possui algumas semelhanças com o esquema alegórico cristão quádruplo contemporâneo. O grande estudioso muçulmano e Imam, Ja'far al-Sadiq, o último Califa antes do cisma de sunitas e xiitas, expressa de maneira similar que o Alcorão tem quatro níveis de interpretação similares aos dos Pardes: O Livro de Deus tem quatro coisas: expressão literal (ibāra), alusão (ishāra), sutilezas (laṭā'if) e realidades mais profundas (ḥaqā'iq). A expressão literal é para o povo comum ('awāmm), a alusão é para a elite (khawāṣṣ), as sutilezas são para os amigos de Deus (awliyā'), e as realidades mais profundas são para os profetas (anbiyā').